# 徳仲等懋
徳仲等懋 (とくちゅう とうもう、文中2年／応安6年（1373年） - 文安3年12月26日（1447年1月12日）)は、室町時代の臨済宗の僧侶。師は絶海中津(廣照國師) 。

## 経歴
相国寺第39世。永享5年（1433年）7月28日に就任し、永享12年（1440年）以降退任。。また建仁寺140世住職も務めた。